# Homoneura fratercula
Homoneura fratercula is een vliegensoort uit de familie van de Lauxaniidae. De wetenschappelijke naam van de soort is voor het eerst geldig gepubliceerd in 1920 door Malloch.